# Kanton Montbozon
Der Kanton Montbozon war bis 2015 ein französischer Wahlkreis im Arrondissement Vesoul, im Département Haute-Saône und in der Region Franche-Comté. Sein Hauptort war Montbozon. 

## Gemeinden
Der Kanton umfasste 25 Gemeinden:
| Gemeinde                                 | Einwohner | Code postal | Code Insee |
| ---------------------------------------- | --------- | ----------- | ---------- |
| Authoison                                | 214       | 70190       | 70038      |
| La Barre                                 | 61        | 70190       | 70050      |
| Beaumotte-Aubertans                      | 383       | 70190       | 70059      |
| Besnans                                  | 56        | 70230       | 70065      |
| Bouhans-lès-Montbozon                    | 89        | 70230       | 70082      |
| Cenans                                   | 111       | 70230       | 70113      |
| Chassey-lès-Montbozon                    | 201       | 70230       | 70137      |
| Cognières                                | 86        | 70230       | 70159      |
| Dampierre-sur-Linotte                    | 696       | 70230       | 70197      |
| Échenoz-le-Sec                           | 282       | 70000       | 70208      |
| Filain                                   | 226       | 70230       | 70234      |
| Fontenois-lès-Montbozon                  | 291       | 70230       | 70243      |
| Larians-et-Munans                        | 194       | 70230       | 70296      |
| Loulans-Verchamp                         | 378       | 70230       | 70309      |
| Le Magnoray                              | 91        | 70000       | 70316      |
| Maussans                                 | 71        | 70230       | 70335      |
| Montbozon                                | 477       | 70230       | 70357      |
| Ormenans                                 | 51        | 70230       | 70397      |
| Roche-sur-Linotte-et-Sorans-les-Cordiers | 76        | 70230       | 70449      |
| Ruhans                                   | 111       | 70190       | 70456      |
| Thieffrans                               | 179       | 70230       | 70500      |
| Thiénans                                 | 68        | 70230       | 70501      |
| Vellefaux                                | 480       | 70000       | 70532      |
| Villers-Pater                            | 38        | 70190       | 70565      |
| Vy-lès-Filain                            | 73        | 70230       | 70583      |

## Bevölkerungsentwicklung
| 1962 | 1968 | 1975 | 1982 | 1990 | 1999 |
| ---- | ---- | ---- | ---- | ---- | ---- |
| 4162 | 4484 | 4226 | 4766 | 4857 | 4983 |